# Suimanga de Bouvier
El suimanga de Bouvier (Cinnyris bouvieri) és un ocell de la família dels nectarínids (Nectariniidae).

## Hàbitat i distribució
Habita sabanes amb molts arbres i boscos de l'extrem sud-est de Nigèria, sud de Camerun, Guinea Equatorial, el Gabon, República del Congo, centre i sud de la República Centreafricana, nord-est de la República Democràtica del Congo i oest i sud d'Uganda i oest de Kenya fins al nord d'Angola, sud de la República Democràtica del Congo i l'extrem nord-oest de Zàmbia.